# Antiscience

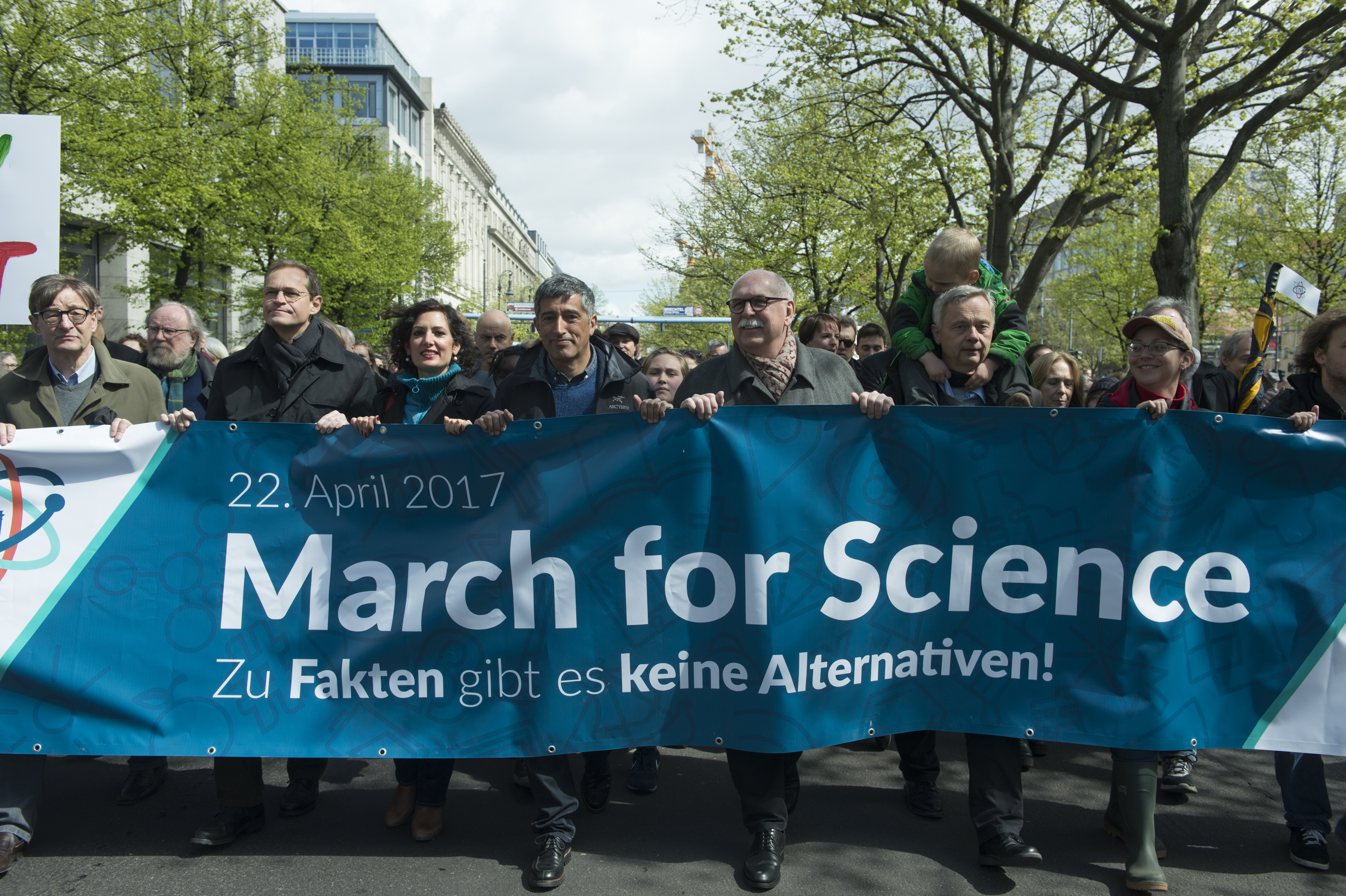
Photographie d'une marche lors d'une manifestation pour la science a Berlin en 2017.

L'anti-science, ou antiscience en anglais, est une position qui rejette la science comme l'ensemble des connaissances et de découvertes de la nature, et la méthode scientifique, dont font partie les principes intangibles de réfutabilité, de non-contradiction et de reproductibilité.
Les personnes qui ont des opinions antiscientifiques n'acceptent pas que la science soit une méthode objective, ou que celle-ci génère la connaissance universelle. Elles soutiennent aussi que le réductionnisme scientifique, en particulier, est un moyen intrinsèquement limité pour atteindre la compréhension du monde complexe dans lequel nous vivons. Les partisans des anti-sciences critiquent également ce qu'ils perçoivent comme le privilège incontestable, la puissance et l'influence que la science semble exercer dans la société, l'industrie et la politique ; ils s'opposent alors à ce qu'ils considèrent comme une attitude arrogante ou un esprit fermé parmi les scientifiques.

## Antiscience politique

### Antiscience «de gauche»
Une expression de l'anti-science est le « déni de l'universalité et de légitimation des alternatives », et que les résultats des découvertes scientifiques ne représentent pas toujours une réalité sous-jacente, mais peut simplement refléter l'idéologie des groupes dominants de la société. Dans cette perspective, la science est associée à la droite politique et est considéré comme un système de croyances qui est conservatrice et conformiste, qui supprime l'innovation, qui résiste au changement et qui agit de façon dictatoriale. Cela comprend le point de vue, par exemple, que la science a une vision « bourgeoise et/ou occidentale et/ou masculiniste ».
Le mouvement anti-nucléaire, souvent associée à la gauche,, a été critiqué pour exagérer les effets négatifs de l'énergie nucléaire,, et sous-estimer les coûts environnementaux des sources non nucléaires qui peuvent être évités grâce à l'énergie nucléaire,.

### Antiscience «de droite»
L'origine de la pensée anti-science peut être retracée à la réaction du romantisme au siècle des Lumières, à la Révolution française et à la révolution industrielle. Ce mouvement est souvent désigné comme les « contre-Lumières » ou encore « anti-Lumières ». Le romantisme souligne que l'intuition, la passion et des liens organiques de la nature sont des valeurs primordiales et que la pensée rationnelle est secondaire à la vie humaine. Il existe de nombreux exemples modernes de polémiques anti-science conservatrices. Les premières parmi ces dernières, sont les polémiques sur la théorie de l'évolution, l'enseignement de la cosmologie moderne dans les écoles secondaires, et les questions environnementales liées au réchauffement climatique, et de la crise énergétique.
Les caractéristiques des anti-sciences associées à la droite comprennent l'appel à des théories du complot pour expliquer pourquoi les scientifiques croient ce qu'ils croient, dans une tentative de saper la confiance ou de pouvoir habituellement associer à la science (par exemple dans les théories du complot sur le réchauffement climatique). Une autre caractéristique du discours « anti-science de conservateurs » est l'utilisation généralisée des sophismes informels, en particulier le faux dilemme, appel à des conséquences, appel à la peur, et l'appel à des erreurs de probabilité[réf. nécessaire].

#### Mouvement climatosceptique
Le climatoscepticisme est une position consistant à exprimer des doutes ou à nier l'existence, l'ampleur ou les causes majoritairement anthropiques du réchauffement climatique, ainsi que la gravité de ses effets anticipés.On estime a 4% le nombre de climatoseptique dans la population. Certains acteurs politiques, comme Donald Trump, ont utilisé des arguments souvent considérés comme scientifiquement infondés pour des raisons stratégiques ou politiques,.

#### Mouvements anti-environnementalistes
Une facette de l'antiscience de droite est la croyance que la protection de l'environnement ou d'espèces menacées n'améliore pas le bien être humain, et est donc secondaire à l'exploitation des ressources naturelles.

## Antiscience religieuse
Un exemple proéminent d’anti-science religieuse est la négation de l'évolution très répandue dans certains états conservateurs des États-Unis et dans les États musulmans.
Dans ce contexte, l'anti-science peut être considérée comme dépendante sur des arguments religieux, moraux et culturels. Pour ce genre de philosophie anti-science religieuse, la science est une force anti-spirituelle et matérialiste qui sape les valeurs traditionnelles, l'identité ethnique et de la sagesse historique accumulée en faveur de la raison et du cosmopolitisme. En particulier, les valeurs traditionnelles et ethniques soulignés sont semblables à ceux de la suprématie blanche identité chrétienne théologie, mais des vues similaires de droite ont été développées par les sectes radicalement conservatrices de l'islam, du judaïsme, de l'hindouisme et du bouddhisme. Les nouveaux mouvements religieux comme la pensée New Age critiquent également la vision du monde scientifique comme favorisant une philosophie réductionniste, athée, ou matérialiste.
Une base fréquente du sentiment anti-scientifique est le théisme religieux avec des interprétations littérales de texte sacré. Ici, les théories scientifiques, qui sont en conflit avec ce qui est considéré comme la connaissance d'inspiration divine, sont alors considérées comme défectueuses. Au cours des siècles les institutions religieuses ont hésité à embrasser des idées telles que l'héliocentrisme et le mouvement des planètes, car ils contredisent l'interprétation dominante de divers passages des Saintes Écritures. Plus récemment, le corps des théologies de la création connues collectivement comme le créationnisme, y compris la théorie téléologique d'une conception intelligente, ont été promus par les théistes religieux en réponse au processus de l'évolution par la sélection naturelle.

## Médias et réseaux antiscience
Parmi les médias antiscience, Dariusz Jemielniak et Aleksandra Przegalinska recensent Natural News (en), Global Revolution TV, TruthWiki.org, TheAntiMedia.org et GoodGopher.
Par ailleurs, des points de vue antiscience sont régulièrement disséminés par divers groupes de pression connus pour diffuser de fausses nouvelles sur les réseaux sociaux, en particulier les fermes à troll russes.